# Stylops claytoniae
Stylops claytoniae är en insektsart som beskrevs av Pierce 1909. Stylops claytoniae ingår i släktet Stylops och familjen stekelvridvingar. Inga underarter finns listade i Catalogue of Life.